# 潘衍
潘衍（1459年—？），字世昌，金吾左衛官籍直隸興化縣人，明朝政治人物。

## 生平
順天府鄉試第十三名舉人。弘治六年（1493年）中式癸丑科會試第九十九名，三甲第一百二十八名進士。

## 家族
曾祖潘諒，指揮使；祖父潘輔；父潘浩，冠帶舍人。母郭氏。重庆下。弟潘衢。